# ماكسيم كاربوفيش
ماكسيم كاربوفيش (بالروسية: Карпов, Максим Олегович)‏ (17 مارس 1995 بسانت بطرسبرغ في روسيا - ) هو لاعب كرة قدم روسي في مركز الدفاع. لعب مع زينيت سانت بطرسبرغ وFC Zenit-2 Saint Petersburg ‏.

## وصلات خارجية
- ماكسيم كاربوفيش على موقع قاعدة بيانات كرة القدم.إي يو (الإنجليزية)
- ماكسيم كاربوفيش على موقع Soccerway.com (الإنجليزية)
- ماكسيم كاربوفيش على موقع عالم كرة القدم.نت (الإنجليزية)